# Frédéric Esther
Frédéric Esther, né le 8 juin 1972 à Meulan, est un boxeur français.

## Carrière
Frédéric Esther est sacré champion d'Europe à Minsk en 1998 dans la catégorie des poids super-welters puis médaillé de bronze aux championnats du monde de Houston en 1999 dans la même catégorie. Il est éliminé en quarts de finale des Jeux olympiques d'été de 2000.
Au niveau national, il est champion de France de boxe amateur dans la catégorie des poids super-welters en 1995, 1999 et 2000.